# کریستوفر چاپلین
کریستوفر چاپلین (انگلیسی: Christopher Chaplin؛ زادهٔ ۶ ژوئیهٔ ۱۹۶۲) هنرپیشه اهل بریتانیا و کوچکترین فرزند چارلی چاپلین است.
از فیلم‌ها یا برنامه‌های تلویزیونی که وی در آن نقش داشته‌است می‌توان به کسوف کامل و کریستوف کلمب: اکتشاف اشاره کرد.